# Сергей Лукиянов
Сергей Иванович Лукиянов (на руски: Сергей Иванович Лукьянов) е руски юрист. Участник в Руско-турската война (1877 – 1878).

## Биография
Сергей Лукиянов е роден през 1834 г. в Русия. Завършва специалността „Право“ в Московския университет. Специализира в Германия. Работи като юрист в Императорската канцелария по законодателни въпроси. Сенатор и статски съветник в Министерството на правосъдието. Принадлежи към умереното либерално течение в руския обществен и политически живот.
Участва в Руско-турската война (1877 – 1878). Командирован е в България и работи в системата на Временното руско управление. Специалист е по правните въпроси към неговия ръководител княз Владимир Черкаски. Завежда Съдебния отдел при Съвета на руския императорски комисар княз Александър Дондуков-Корсаков. По поръчение на император Александър II е председател на специалната юридическа комисия за изработване на съдоустройството и съдопроизводството в България. Проектът влиза в сила на 24 август 1878 г. под името „Временни правила за устройство на съдебната власт в България“.
Основен автор на „Първоначален проект за органически устав за държавно устройство на Княжество България“. Участва в работата на Учредителното събрание. С неголеми изменения проектът е приет и наименуван по-късно Търновска конституция.
Председател е на Върховния касационен съд на Княжество България (1878 – 1879).